# André Tosel
André Tosel, né le 15 juin 1941 à Nice (Alpes-Maritimes) et mort le 14 mars 2017 dans la même ville, est un philosophe français, ancien professeur de philosophie à l’université Nice-Sophia-Antipolis.
Ancien élève de l’École normale supérieure, agrégé de philosophie, docteur d'Etat en 1981, il a enseigné tout d’abord à Nice en tant que maître de conférences (1967-1988). Ensuite, il est devenu professeur aux universités de Besançon (1988-1995), où il a fondé et dirigé le Laboratoire de recherches philosophique sur les logiques de l'agir, Paris I-Panthéon-Sorbonne, (1995-1998), où il a dirigé le Centre d’histoire des systèmes de pensée moderne et son séminaire d’histoire du matérialisme, et enfin Nice-Sophia-Antipolis (1998-2003), où il a dirigé le Centre de recherches d’histoire des idées.

## Biographie
André Tosel naît dans une famille « catholique de convenance », selon son expression. Cependant son père, travailleur manuel, est un anticlérical, ancien militant vichyste et milicien, ce qui fait honte à son fils, attiré au contraire par les convictions « progressistes ». Sa mère, fille d’immigrés italiens, peu instruite, est mère au foyer.
Issu du mouvement d’Action catholique, André Tosel milite au sein de la Jeunesse étudiante chrétienne (JEC) dont il devient membre du bureau national en 1962. Influencé durant ses études à l’École normale supérieure par Louis Althusser, il abandonne le catholicisme, travaille sur Spinoza et étudie Karl Marx. Il se rapproche du cercle de l’Union des jeunesses communistes marxistes-léninistes sans y adhérer. Professeur agrégé de philosophie au Lycée de filles de Nice en 1966, il participe à un comité Viêt-Nam de base et est très intéressé par la Révolution culturelle chinoise. Comme beaucoup d’élèves de Louis Althusser, il voit pour un temps dans le maoïsme une sortie de gauche du communisme pro-soviétique. Il vit la révolte de 1968 comme assistant au département de philosophie de l’université de Nice. Il est alors gauchiste prochinois.
Les errances de la Chine le font douter. Il découvre la pensée d’Antonio Gramsci au début des années soixante-dix sur l’indication paradoxale d’Éric Weil[réf. nécessaire]. Il s’engage dans le syndicalisme universitaire et pour des raisons de réalisme politique, et bien qu'ayant des réserves, il adhère au Parti communiste français (PCF) en 1973. Il est militant de base à l’université et occupe des fonctions de premier degré (secrétaire de section syndicale, de cellule) Il est élu dans les conseils de gestion des UFR et devient en 1976 responsable fédéral du comité des universitaires communistes tout en occupant la fonction de vice-président de l’université de Nice à partir de 1981. Il participe à toutes les luttes syndicales en coordination avec les mouvements étudiants. Mais il entre en désaccord croissant avec les orientations du PCF, avec l’incapacité du Parti communiste à faire ses comptes avec le stalinisme et à inventer une politique lisible de transformations révolutionnaires. Il suit un moment la dissidence des rénovateurs communistes entraînée par Pierre Juquin. Devenu professeur à l’université de Besançon en 1988, il quitte le PCF en 1984, sans jamais nourrir la moindre sympathie pour le Parti socialiste, dont il supporte mal la bascule sociale-libérale. La suite de son activité est marquée par la nostalgie de l’action politique et par un effort pour assumer en militant des fonctions universitaires institutionnelles à Besançon, Paris et Nice, tout en critiquant l’orientation, à ses yeux délétère, des divers gouvernements.
L’aggravation de la situation, notamment sous la présidence Sarkozy, le conduit, « par fidélité à un engagement de toute une vie, mais sans illusion aucune, pour [se] situer dans une ville particulièrement xénophobe et sécuritaire, moralement et politiquement odieuse », à réadhérer en 2013 au Parti communiste et au Front de gauche. André Tosel consacre à partir de 2003 une part de son activité aux tâches d’éducation populaire et de sensibilisation culturelle en participant à plusieurs associations éducatives et cultuelles. Il collabore aux revues La Pensée, Actuel Marx, et à L'Humanité.
Il meurt à Nice le 14 mars 2017.

## Publications

### Histoire de la philosophie moderne
André Tosel a toujours montré un intérêt pour la pensée de Spinoza, qui se manifeste dans ses publications.

#### Ouvrages
- Spinoza ou le crépuscule de la Servitude : essai sur le Traité Théologico-Politique, Aubier, 1984
- Kant révolutionnaire : droit et politique, Presses universitaires de France, 1988, 124 p. (ISBN 978-2-13-041807-8)
- Du matérialisme de Spinoza, Kimé, 1994, 215 p. (ISBN 978-2-908212-77-8)
- Spinoza ou l'autre (in)finitude, L’Harmattan, 2009, 284 p. (ISBN 978-2-296-07724-9)

#### Direction d’ouvrages
- Codirection avec P. F. Moreau et J. Salem, Spinoza au XIXe siècle, Actes du colloque de Paris I, Paris, Presses Universitaires de la Sorbonne, 2007. Ce volume comprend une contribution personnelle
- Direction, avec contribution personnelle, du volume La Scienza Nuova di Giambattista Vico, Actes du colloque franco-italien de Nice, no 8, 2005, revue Noesis (C.R.H.I. Nice), diffusion Vrin, Paris
- Coordination avec Yves-Charles Zarka du numéro « Les pensées de l’action » in Études philosophiques. Ce volume comprend une contribution personnelle.

### Histoire des marxismes et théorie marxiste

#### Ouvrages
- Avec Etienne Balibar, et Cesare Luporini, La critique de la politique chez Marx Paris, Maspéro, 1979
- Praxis. Vers une refondation en philosophie marxiste, Paris, Éditions Sociales, Messidor, 1984
- L’esprit de scission. Études sur  Marx, Gramsci et Lukàcs, Besançon, Annales Littéraires, diffusion Belles Lettres, Paris, 1991
- Études sur Marx (et Engels) : vers un communisme de la finitude, Kimé, 1991, 160 p. (ISBN 978-2-84174-052-9)
- Penser l’histoire. « Le XVIII Brumaire de Louis  Napoléon Bonaparte », Paris, Belin, 2007
- Le marxisme du XXe siècle, Syllepse, 2009, 302 p. (ISBN 978-2-84950-236-5) [lire en ligne l'introduction]

### Histoire de la philosophie italienne
- Antonio Gramsci, Textes, choix et présentation, Paris, Éditions Sociales, 1983
- Marx en italiques. Aux origines de la philosophie italienne contemporaine, Mauvezin, Trans Europ Repress, 1991
- Modernité de Gramsci ?, (dir.), Actes du colloque franco-italien de Besançon, 23-25 novembre 1989, Paris, Annales Littéraires, diffusion Belles Lettres,1992.   (ISBN 2-251-60481-2) (avec deux contributions)
- Traduction avec Gérard Granel et une étude introductive, Giovanni Gentile, La philosophie de Marx, Mauvezin, Trans Europ Repress, 1995
- Avec Christiane Menasseyre, direction de Figures italiennes de la rationalité. Ce volume comprend une contribution, Paris, Kimé, 2005
- Introduction à Antonio Labriola, Essais sur la conception matérialiste de l’histoire, première traduction française intégrale sous la direction de Franck La Brasca, Naples, Città del Sole-Paris, Vrin, 2011. p. 5-65
- Étudier Gramsci.Pour une critique continue de la révolution passive capitaliste, Paris, Kimé, 2016

### Philosophie politique et sociale

#### Direction d’ouvrage avec contribution personnelle
- Les logiques de l’agir dans la modernité, Annales Littéraires de Besançon, Diffusion Belles Lettres, Paris, 1992
- La démocratie difficile, Actes du colloque franco-italien de Besançon de 1991, Besançon, Annales Littéraires, Diffusion Belles Lettres, Paris, 1993
- De la prudence des modernes comparée avec celle des Anciens, Annales Littéraires, Besançon, diffusion Belles Lettres, Paris, 1995
- Avec Robert Damien, L’action collective. Coordination, conseil, planification, Annales Littéraires, Besançon, diffusion Belles Lettres, Paris, et introduction, 1998
- Avec Jean-Pierre Cotten et Robert Damien, La représentation et ses crises, Annales Littéraires de Besançon, diffusion Belles Lettres, Paris, avec contribution  personnelle, 2001
- Avec Domenico Losurdo, L’idée d’époque historique, Die idee der Historische Epoche, Frankfurt a/m, Peter Lang, 2001
- Figures et formes de la rationalité au XXe siècle, publication du C.R.H.I. de Nice, Noésis, no 7, deux volumes, diffusion Vrin, 2003
- Avec Myriam Bienenstock, La raison pratique au XXe siècle, Paris, L’Harmattan, avec contribution personnelle, 2004

#### Ouvrages
- Démocratie et libéralismes, Kimé, 1995, 288 p. (ISBN 978-2-84174-014-7)
- Un monde en abîme : essai sur la mondialisation capitaliste, Kimé, 2008, 345 p. (ISBN 978-2-84174-469-5)
- Du retour du religieux : scénarios de la mondialisation culturelle I, Kimé, 2011, 164 p. (ISBN 978-2-84174-544-9)
- Civilisations, cultures, conflits : scénarios de la mondialisation culturelle II, Kimé, 2011, 285 p. (ISBN 978-2-84174-545-6)
- Nous citoyens, laïques et fraternels?, Kimé, 2015, 270p.  (ISBN 978-2841747009)

#### Textes et articles
- « Devenir du marxisme : de la fin du marxisme-léninisme aux mille marxismes », Dictionnaire Marx Contemporain, sous la direction de Jacques Bidet et d’Eustache Kouvelakis, Paris, Presses Universitaires de France, 2001
- « Barbarie du capitalisme mondialisé ? », Civilisation et barbarie. Réflexions sur le terrorisme contemporain, direction : Jean-François Mattei et Denis Rosenfield, Paris, Presses universitaires de France, 2002
- « Figures philosophiques des marxismes du XXe siècle : la rationalité dialectique prisonnière du postulat métaphysique », Noésis, revue du Centre de Recherche d’Histoire des Idées, Nice, diffusion  Vrin, Paris, no 6, 2003
- « Philosophies de la mondialisation », Qu’est-ce que la globalisation ?[6]  Direction : Yves Michaud, Université de tous les savoirs, Paris, Éditions Odile Jacob, 2004
- « La Scienza nuova di Gianbattista  de Vico face à la mathesis universalis », Noésis, revue du Centre de Recherche d’Histroire des idées, Nice, diffusion Vrin, Maris, no 8, 2005
- « Les aléas du matérialisme aléatoire dans la dernière philosophie de Louis Althusser », Sartre, Lukacs, Althusser, des marxistes en philosophie, direction : Eustache Kouvelakis et Vincent Charbonnier, Paris, Presses Universitaires de France, traduit en anglais, en croate et en grec, 2005
- « Antonio Labriola et la proposition de la philosophie de la praxis », Archives de Philosophie, tome 68, cahier 4, 2005
- « Art d’écrire et persécution selon Leo Strauss : le cas Spinoza », Censure, autocensure et art d’écrire de l’Antiquité à nos jours, direction : Jacques Domenech, Bruxelles, Éditions Complexes, 2005
- « Les hésitations du matérialisme dans les marxismes. Notes pour une recherche », Les Philosophies de l’Antiquité au XXe siècle, direction : Maurice Merleau-Ponty, édition revue et augmentée par Jean-François Balaudé, Paris, le Livre de Poche, Pochothèque, 2006
- (it) « Teleologia, dialettica, biforcazione. Quale dialettica ? », Dialettica : tradizioni, problemi sviluppi, un cours d'Antonio Burgio, Rome, Quolibet, 2007
- « Les corps de la religion : sur le complexe mythico-rituel en judaïsme en christianisme », Noesis, revue du Centre de Recherche d’Histoire des Idées, Nice diffusion Vrin, Paris, no 12, 2008
- « Le singe de Gramsci. Comment renverser l’hégémonie idéologique du sarkozysme ? ». Un article publié sur le site de l'Humanité.
- « Libres réflexions à partir d’Hannah Arendt. Superfluité humaine et conformisme de l’insujet », Lire Hannah Arendt aujourd’hui. Pouvoir, guerre, pensée, jugement politique, direction : Marie-Claire Caloz-Tschopp, Paris, L’Harmattan, 2008
- « Révolution et contre-révolution au XXIe siècle », L’idée de révolution : quelle place lui faire au XXIe siècle ?, direction : Olivier Bloch, Paris, Publications de la Sorbonne, 2009
- « De la fraternité à la camaraderie : apories et absences », Fraternité. Regards croisés, direction : Frédéric Brahimi, Besançon, Presses Universitaires de Franche Comté, 2009
- Cinquante thèses sur la mondialisation capitaliste et sur un communisme possible. Texte publié sur le site lafauteadiderot.net, avril 2009.
- (en) « The lexicon of Gramsci’s philosophy of praxis' », Gramsci’s Language and Traduction, Peter Ives et Rocco Lacorte, Lanham, USA, Lexington Books, 2010
- (de) « Kommunismus », Historisch-Kritische Wörterbuch des Marxismus, dir. W.F. Haug, tome 3, Hambourg-Berlin, Das Argument Verlag, 2010
- Mettre un terme à la guerre infinie du monde fini. La guerre au carré. Intervention prononcée par le philosophe le 10 avril 2010 à la Maison de la poésie - cycle « Figures d’humanité » en partenariat avec les Amis de l’Humanité.
- (it) « Pratica marxiana della filosofia : ragione, Terzo simbolico », Aspetti del pensiero di Marx e delle interpretazioni successive, un cours de Mario Cingoli et Vittorio Morfino, Milan, Edizioni Unicopli
- « O Iluminismo à luz o Iluminismo radical : sobre un novo paradigma », As Ilusoes en Spinoza e Nietzsche, dir. André Martins, Luis Cesar Oliva, Civilizaçao Brasileira, Rio de Janeiro, 2011
- (en) « Spinoza or the other critique », Conceptions of Critique in Modern and Contemporary Philosophy, dir. Karin de Boer, Ruth Sondernegger, Londres, Palagrave, 2011
- « Antonio Gramsci: quel socialisme ? Quel communisme ? », Les socialismes, dir. : Juliette Grange et Pierre Musso (colloque de Cerisy-la-Salle), Lormond, Le Bord de l’eau, 2012
- Quelle démocratie entre conflit social et identitaire ?. Texte publié sur le site lafauteadiderot.net, 17 juin 2012.
- « Matérialisme de la rencontre et pensée de l’événement-miracle », Autour d’Althusser, direction : Annie Ibrahim, Paris, Le Temps des cerises, 2012
- Les deux voies de l’imaginaire néolibéral et leur tension. Texte publié sur le site lafauteadiderot.net, 4 décembre 2012.